# L'Écaille
L'Écaille è un comune francese di 196 abitanti situato nel dipartimento delle Ardenne nella regione del Grand Est.

## Società

### Evoluzione demografica
Abitanti censiti